# Нікольське (Бокситогорський район)
Нікольське (рос. Никольское) — присілок Бокситогорського району Ленінградської області Росії. Входить до складу Подборовського сільського поселення.
Населення — 38 осіб (2012 рік). 